# Frédéric Albert
Fréderic Albert (Turin, 16 octobre 1820 - Lanzo Torinese, 30 septembre 1876) est un prêtre italien fondateur des Sœurs vincentiennes de Marie Immaculée et reconnu bienheureux par l'Église catholique.  

## Béatification
- 1934 : introduction de la cause en béatification et canonisation
- 16 janvier 1953 : le pape Pie XII lui attribue le titre de vénérable
- 30 septembre 1984 : béatification célébrée à Rome par le pape Jean-Paul II
- Fête fixée au 30 septembre.